# ویلا پارک (کالیفرنیا)
ویلا پارک (به انگلیسی: Villa Park) شهری در شهرستان اورنج، کالیفرنیا ایالت کالیفرنیا است که در سرشماری سال ۲۰۱۰ میلادی، ۵۸۱۲ نفر جمعیت داشته است.